# Paulo Gazzaniga
Paulo Dino Gazzaniga Farias (Murphy, 2 gennaio 1992) è un calciatore argentino, portiere del Girona.

## Biografia
Ha un fratello più piccolo, Gianfranco, anch'egli calciatore.

## Carriera

### Club

#### Gli inizi
Cresciuto nelle giovanili del Valencia, viene ingaggiato a parametro zero dal Gillingham nel 2011. Il 4 ottobre 2011 fa il suo esordio tra i professionisti, nella partita persa per 1-3 contro il Barnet valida per il secondo turno del Johnstone's Paint Trophy.

#### Southampton
Il 20 luglio 2012 viene acquistato per 3,15 milioni di euro dal Southampton, con cui firma un contratto quadriennale. Fa il suo esordio in Premier League il 22 settembre seguente, nella partita vinta per 4-1 contro l'Aston Villa al St Mary's.

#### Il prestito al Rayo Vallecano
Il 29 luglio 2016 passa in prestito annuale agli iberici del Rayo Vallecano, esordendo in Segunda División il 20 agosto successivo, contro l'Elche, e divenendo titolare fisso del team di Madrid a partire dal 16 ottobre, nella gara contro il Numancia.

#### Tottenham ed Elche
Il 23 agosto 2017 passa a titolo definitivo agli inglesi del Tottenham. Debutta con il nuovo team il 5 novembre successivo, in occasione della gara contro il Crystal Palace. Fa il suo debutto nelle competizione europee il 6 novembre 2019 nella vittoria casalinga per 2-1 contro il PSV.
Il 1º febbraio 2021 viene ceduto in presto all'Elche fino al termine della stagione.
Il 27 maggio seguente viene confermata la sua partenza dal Tottenham.

#### Fulham e Girona
Il 25 luglio 2021 firma per il Fulham. Debutta nella prima di campionato, l'8 agosto contro il Middlesbrough (1-1).
Il 1º settembre 2022 viene ceduto in prestito al Girona. Debutta in occasione dell'undicesima giornata di campionato, il 23 ottobre, contro l'Osasuna (1-1). Da lì in poi diventa il portiere titolare per il resto della stagione. Il 9 giugno 2023 viene riscattato dagli iberici. Nell'incontro con l'Athletic Bilbao, disputato il 6 ottobre 2024, contribuisce alla vittoria del Girona parando ben tre rigori ai malcapitati Berenguer, Williams e Ander Herrera.

### Nazionale
Il 7 novembre 2018 riceve la sua prima convocazione dalla nazionale argentina per le partite amichevoli entrambe contro il Messico del 17 e 21 novembre 2018. Il 21 novembre successivo fa il suo debutto subentrando al minuto 59'.

## Statistiche

### Presenze e reti nei club
Statistiche aggiornate al 21 dicembre 2024.
| Stagione           | Squadra            | Campionato         | Campionato | Campionato | Coppe nazionali | Coppe nazionali | Coppe nazionali | Coppe continentali | Coppe continentali | Coppe continentali | Altre coppe | Altre coppe | Altre coppe | Totale | Totale |
| Stagione           | Squadra            | Comp               | Pres       | Reti       | Comp            | Pres            | Reti            | Comp               | Pres               | Reti               | Comp        | Pres        | Reti        | Pres   | Reti   |
| ------------------ | ------------------ | ------------------ | ---------- | ---------- | --------------- | --------------- | --------------- | ------------------ | ------------------ | ------------------ | ----------- | ----------- | ----------- | ------ | ------ |
| 2011-2012          | Gillingham         | FL2                | 20         | -23        | FACup+CdL       | 1+0             | -3              | -                  | -                  | -                  | FLT         | 1           | -3          | 22     | -29    |
| 2012-2013          | Southampton        | PL                 | 9          | -12        | FACup+CdL       | 0+2             | -1              | -                  | -                  | -                  | -           | -           | -           | 11     | -13    |
| 2013-2014          | Southampton        | PL                 | 8          | -15        | FACup+CdL       | 0+0             | 0               | -                  | -                  | -                  | -           | -           | -           | 8      | -15    |
| 2014-2015          | Southampton        | PL                 | 2          | -3         | FACup+CdL       | 0+0             | 0               | -                  | -                  | -                  | -           | -           | -           | 2      | -3     |
| 2015-2016          | Southampton        | PL                 | 2          | -3         | FACup+CdL       | 0+0             | 0               | UEL                | 0                  | 0                  | -           | -           | -           | 2      | -3     |
| Totale Southampton | Totale Southampton | Totale Southampton | 21         | -33        |                 | 2               | -1              |                    | 0                  | 0                  |             | -           | -           | 23     | -34    |
| 2016-2017          | Rayo Vallecano     | SD                 | 32         | -34        | CR              | 2               | -1              | -                  | -                  | -                  | -           | -           | -           | 34     | -35    |
| 2017-2018          | Tottenham          | PL                 | 1          | 0          | FACup+CdL       | 0+0             | 0               | UCL                | 0                  | 0                  | -           | -           | -           | 1      | 0      |
| 2018-2019          | Tottenham          | PL                 | 3          | -2         | FACup+CdL       | 2+5             | -2 + -5         | UCL                | 1                  | -1                 | -           | -           | -           | 11     | -10    |
| 2019-2020          | Tottenham          | PL                 | 18         | -26        | FACup+CdL       | 2+1             | -2 + 0          | UCL                | 4                  | -5                 | -           | -           | -           | 25     | -33    |
| 2020-2021          | Tottenham          | PL                 | 0          | 0          | FACup+CdL       | 0+0             | 0               | UEL                | 0                  | 0                  | -           | -           | -           | 0      | 0      |
| Totale Tottenham   | Totale Tottenham   | Totale Tottenham   | 22         | -28        |                 | 10              | -9              |                    | 5                  | -6                 |             | -           | -           | 37     | -43    |
| 2020-2021          | Elche              | PD                 | 8          | -9         | CR              | 0               | 0               | -                  | -                  | -                  | -           | -           | -           | 8      | -9     |
| 2021-2022          | Fulham             | FLC                | 13         | -17        | FACup+CdL       | 2+0             | -4              | -                  | -                  | -                  | -           | -           | -           | 15     | -21    |
| 2022-2023          | Girona             | PD                 | 28         | -37        | CR              | 0               | 0               | -                  | -                  | -                  | -           | -           | -           | 28     | -37    |
| 2023-2024          | Girona             | PD                 | 38         | -46        | CR              | 0               | 0               | -                  | -                  | -                  | -           | -           | -           | 38     | -46    |
| 2024-2025          | Girona             | PD                 | 18         | -25        | CR              | 0               | 0               | UCL                | 6                  | -10                | -           | -           | -           | 24     | -35    |
| Totale Girona      | Totale Girona      | Totale Girona      | 84         | -108       |                 | 0               | 0               |                    | 6                  | -10                |             | -           | -           | 90     | -118   |
| Totale carriera    | Totale carriera    | Totale carriera    | 200        | -252       |                 | 17              | -18             |                    | 11                 | -16                |             | 1           | -3          | 229    | -289   |

### Cronologia presenze e reti in nazionale
| Cronologia completa delle presenze e delle reti in nazionale ― Argentina | Cronologia completa delle presenze e delle reti in nazionale ― Argentina | Cronologia completa delle presenze e delle reti in nazionale ― Argentina | Cronologia completa delle presenze e delle reti in nazionale ― Argentina | Cronologia completa delle presenze e delle reti in nazionale ― Argentina | Cronologia completa delle presenze e delle reti in nazionale ― Argentina | Cronologia completa delle presenze e delle reti in nazionale ― Argentina | Cronologia completa delle presenze e delle reti in nazionale ― Argentina |
| Data                                                                     | Città                                                                    | In casa                                                                  | Risultato                                                                | Ospiti                                                                   | Competizione                                                             | Reti                                                                     | Note                                                                     |
| ------------------------------------------------------------------------ | ------------------------------------------------------------------------ | ------------------------------------------------------------------------ | ------------------------------------------------------------------------ | ------------------------------------------------------------------------ | ------------------------------------------------------------------------ | ------------------------------------------------------------------------ | ------------------------------------------------------------------------ |
| 21-11-2018                                                               | Mendoza                                                                  | Argentina                                                                | 2 – 0                                                                    | Messico                                                                  | Amichevole                                                               | -                                                                        | 59’                                                                      |
| Totale                                                                   |                                                                          | Presenze                                                                 | 1                                                                        |                                                                          | Reti                                                                     | 0                                                                        |                                                                          |

## Palmarès

### Club

#### Competizioni nazionali
- Campionato inglese di seconda divisione: 1

Fulham: 2021-2022